# Simone Verdi
Simone Verdi, né le 12 juillet 1992 à Broni, est un footballeur international italien évoluant au poste de milieu offensif ou d'ailier.

## Biographie

### En club
Verdi fait ses débuts professionnels au Milan AC, à 17 ans, en Coppa Italia contre Novara le 13 janvier 2010. Il signe son premier contrat professionnel pendant l'été mais continue à jouer avec les équipes de jeunes du club.
En 2011 il est transféré au Torino, dans un accord de copropriété estimé à 2,5 millions d'euros,,. En fin de saison, son club est promu en Serie A. En janvier 2013, il est prêté à la Juve Stabia, en Serie B, pour gagner du temps de jeu. Les deux saisons suivantes il est prêté à Empoli, en Serie B puis en Serie A.
En juin 2015, Verdi revient au Milan AC, définitivement. En 2015-2016, il est de nouveau prêté, cette fois au SD Eibar en Espagne. En janvier 2016, il revient en Italie et termine la saison à Carpi.
Il évolue ensuite durant deux saisons à Bologne. Sa deuxième saison il marqua 10 buts et délivra 10 passes décisives en Serie A.
Le 11 juin 2018, Verdi sengage officiellement avec Naples. Le joueur a signé un contrat de cinq ans, soit jusqu'en 2023, avec un transfert qui s'élève à 25 millions d'euros.
À la toute fin du mercato d'été 2019, Verdi est prêté une saison au Torino FC, club où il a auparavant évolué, avec une obligation d'achat de 20 millions d'euros.

### En sélection
Verdi a été sélectionné en équipe d'Italie des moins de 19 ans à partir de 2010 et en équipe espoirs à partir de 2014.

### Style de jeu
Verdi est un trequartista, un meneur de jeu offensif. Ambidextre, il est réputé pour sa polyvalence, ses qualités de dribble, sa technique et sa vitesse avec le ballon.